# مقبرة روضة الشهيدين
مقبرة روضة الشهيدين أو جبانة روضة الشهيدين ويُقال لها اختصارًا روضة الشهيدين، هي مقبرةٌ إسلاميةٌ شيعيةٌ تقع في الغبيري ضمن قضاء بعبدا في محافظة جبل لبنان. كانت أرض المقبرة سابقًا جزءًا من حرش بيروت، وهيَّ غابةٌ صنوبرية قُسّمت إلى عدة أجزاء من ضمنها مقبرة روضة الشهيدين في سبعينات القرن العشرين.
تبلغ مساحة المقبرة 400 مترًا مربعًا، وتضم مرافقًا ومعاهدًا وحوزات ومدارس، كان قد انشأت منذ منتصف ثمانينيات القرن العشرين، كما تضم حوزة دينية بُنيت عام 1981، بالإضافة إلى المعهد الفني الإسلامي ومسجد الإمام الصادق.

## التسمية
أُطلق على هذه المقبرة اسم «روضة الشهيدين»؛ نظرًا لأنَّ أول عملية دفن في حرش الصنوبر كان للشقيقين مصطفى ومهدي هاشم (14 و16 عامًا) في العام 1975، وهما شقيقان قُتلا مطلع الحرب الأهلية في القسم الشرقي من بيروت، وكان أهل الغبيري قد رفضوا السماح لأهل الشابين بدفنهما مقبرة الشّيّاح، لذلك قام بعض أبناء الغبيري بإزالة بوابة الحرش ودفنهما خلفها، لتحمل الروضة اسميهما. فيما بعد كان موسى الصدر قد صلى على 3 أشخاصٍ قتلوا في انفجار، وأعلن وقتها عن تسمية المقبرة بهذا الاسم «روضة الشّهيدين»، ويذكر أحد المصادر أنه كان هناك اقتراحين قدّمهما الحاج حيدر عواد والشيخ سلمان الخليل لتسمية المقبرة «جنة الشهيدين» و«روضة الزّهراء»، لذلك دمج موسى الصدر بينهما فكانت «روضة الشهيدين».
تذكرُ بعض المصادر أنَّ حزب الله كان قد وضع فيما بعد صورة واحدةً تجمع عماد مغنية مع مصطفى بدر الدين محاولًا تغيير أصل تسمية هذه المقبرة.

## مدفونون فيها
تذكر المصادر أنَّ المقبرة قد انشأت مع بداية حرب السنتين، وتضم آلاف أضرحة من بينها أكثر من 2000 شاهدة تحمل كلمة «شهيد». كما تُوضح المصادر أنه دُفن في هذه المقبرة العديد من قتلى حزب الله. وممن دفنوا في هذه المقبرة:
- عماد مغنية (قُتل في 12 فبراير 2008)
- جهاد عماد مغنية (قُتل في 18 يناير 2015)
- مصطفى بدر الدين (قُتل في 13 مايو 2016)
- مصطفى ناصر (تُوفي في 29 يناير 2018)
- عبد الأمير قبلان (تُوفي في 4 سبتمبر 2021)